# 西納區
西納區（西班牙語：Distrito de Sina），是秘魯的一個區，位於該國東南部普諾大區的聖安東尼奧德普蒂納省，始建於1854年5月2日，面積163.43平方公里，海拔高度3,229米，2007年人口1,472，人口密度每平方公里9.0人。